# Dezső László
Dezső László, madžarski general, * 1893, † 1949.